# Inge I de Noruega
Inge I Haraldsson (llamado el Jorobado; en noruego, Inge Krokrygg; 1135 - Oslo, 3 de febrero de 1161) fue rey de Noruega desde 1136 hasta 1161. Era hijo del rey Harald IV de Noruega y de Ingrid Ragnvaldsdotter, hija de Ragnvald Ingesson de Vestrogotia.
Ascendió al poder con tan sólo un año de edad. Compartió originalmente el trono con sus hermanos, pero la discordia lo llevó a enfrentarse en una guerra contra estos. Aunque eliminó a sus hermanos, nunca pudo establecer la paz en el reino y tampoco mantenerse como único soberano. Tuvo que combatir contra la creciente oposición, dentro del período de la historia de Noruega conocido como las guerras civiles noruegas.

## Biografía

### Primeros años
Inge era el único hijo legítimo del rey Harald Gille. Su bisabuelo materno era el rey Inge I de Suecia, en cuyo honor pudo haber sido bautizado. En ese tiempo, el hecho de ser hijo legítimo no era un requisito para acceder al trono; por ello, cuando su padre murió en 1136, compartió el trono con sus medios hermanos Sigurd y Magnus. Inge fue nombrado rey por el ting cerca de la localidad de Sarpsborg, mientras que sus hermanos fueron nombrados por otros tings.
Al mismo tiempo, existían dos reyes rivales más, aliados entre sí, su primo Magnus Sigurdsson y Sigurd Slembe, el asesino de Harald Gille y supuesto tío de los niños. La guerra entre ambos bandos, desencadenada tras la muerte de Harald Gille, duró hasta 1139, cuando Magnus y Sigurd Slembe fueron derrotados definitivamente y ejecutados.
Inge estuvo discapacitado desde pequeño. Según las sagas Morkinskinna y Heimskringla, la joroba en su espalda era consecuencia de que, siendo aún un niño, fue cargado en la espalda por un soldado durante una batalla contra sus enemigos en 1137, quedando jorobado y con una pierna más grande que la otra. Otra explicación que da el historiador danés Saxo Grammaticus, es que la deformidad en su espalda era culpa de una sirvienta que lo había dejado caer. Al parecer, el rey fue enfermizo durante toda su vida y caminaba con dificultad. El sobrenombre de el Corcovado o el Jorobado no aparece, sin embargo, en las fuentes medievales.
Al ser los reyes menores de edad, la regencia recayó en los nobles que habían sido aliados de su padre. En 1142 llegó a Noruega un cuarto hermano, procedente de Escocia. Se trataba de Øystein II, que fue reconocido como hijo de Harald Gille y fue nombrado rey. De Magnus Haraldsson se sabe muy poco: habría compartido también el trono, pero murió a temprana edad, en la década de 1140. Según las sagas, la repartición del poder no era de carácter territorial, y todos los hermanos gobernaban en todo el país.

### Edad adulta: se termina la paz
Durante varios años se mantuvo la paz, pero al crecer los hermanos comenzaron las discordias. Se pactó un encuentro entre los tres reyes, Sigurd, Inge y Øystein, en la ciudad de Bergen, en 1155, con el objetivo de evitar el estallido de un conflicto. Inge y Sigurd se entrevistaron antes de que Øystein llegara. Inge acusó a sus dos hermanos de conspirar en su contra y tras romper con Sigurd, decidió asesinarlo por consejo de su madre Ingrid. Las sagas aseguran que existía un complot para derrocar a Inge, pero los historiadores modernos dudan de esa información y sugieren que se trataba quizás de un pretexto de Inge para iniciar la guerra.
Øystein llegó a Bergen después del asesinato de Sigurd. Los dos hermanos sobrevivientes llegaron a un acuerdo parcial, pero la confrontación bélica era inminente. En 1157, los ejércitos de ambos bandos se encontraron en las cercanías de Moster, con la superioridad numérica de Inge, y Øystein tuvo que escapar. Øystein fue capturado y asesinado en Bohuslän ese mismo año.
Eliminados sus hermanos, parecía que Inge se convertiría en el único soberano de Noruega. Sin embargo, los seguidores de Sigurd y Øystein se unieron en torno a un nuevo rey, Haakon Herdebrei, un hijo de Sigurd, y la guerra continuó.
Inge contaba con el apoyo de una parte considerable de la nobleza, a la que permitió en gran medida participar en el gobierno. Entre sus aliados más destacados estaban Gregorius Dagsson y Erling Skakke. Su madre también parece haber tenido una importante influencia. El 7 de enero de 1161, murió Gregorius Dagsson en una escaramuza contra los seguidores de Haakon. Varios de sus hombres, liderados por el rey vasallo Godofredo de Man, desertaron y se alinearon con Haakon. El 3 de febrero del mismo año falleció el propio Inge, cuando comandaba a sus tropas en una batalla en las cercanías de Oslo.
Su cuerpo fue sepultado en la Catedral de San Hallvard, en Oslo.
Después de su muerte, sus seguidores se reorganizaron en torno a Erling Skakke, quien nombró a su hijo, Magnus, como el sucesor de Inge.

## Descendencia
El rey Inge permaneció soltero y las sagas no mencionan nada sobre una posible descendencia, pero varios personajes del momento reivindicaron ser hijos suyos:
- Harald (1156 - 1184), que proclamó ser hijo de Inge y de una dama llamada Ragnfred Erlingsdatter. Murió en batalla naval cerca de Fimreiti.
- Jon Kuvlung, era un monje que aseguró ser su hijo y sería pretendiente al trono, en oposición al rey Sverre I.
- Sigurd Brenner (1158 - 1189), fue asesinado.

## Haraldssona sagaenHeimskringla
Haraldssona saga es uno de los relatos de Heimskringla sobre los reyes noruegos. Inmersos en una guerra civil, Snorri Sturluson se centra en los hijos de Harald Gille, Sigurd (m. 1155), Øystein II (m. 1157) e Inge (m. 1161) tras un intento de Sigurd Slembe de tomar el poder, pero fracasa y muere torturado por Harald. Los hijos de Harald no tardarían mucho en entrar en una espiral de violencia por obtener el trono noruego.